# Євангеліє дитинства від Фоми
Євангеліє дитинства, або «Сказання Хоми, ізраїльського філософа, про дитинство Христа» — апокрифічний текст, що містить історії про вчинені Ісусом Христом в дитинстві чудеса. Деякі епізоди Євангелія дитинства послужили темою для середньовічного мистецтва.
Авторство книги приписувалося апостолу Фомі, учневі Ісуса, тому що в перших рядках написано «Я, Фома Ізраїльтянин». Але на думку вчених, апостол Фома навряд чи є творцем книги, оскільки автор книги показує очевидну необізнаність з деталями побуту євреїв, за винятком того, що можна було дізнатися з Євангелія від Луки, на якому, як вважається дослідниками, Євангеліє Дитинства від Фоми і засновано.
Книга збереглася в різних варіантах. Дослідники зазвичай виділяють грецькі варіанти A, B і латинські варіанти.